# 高尔高哲尔克
高尔高哲尔克，是匈牙利佩斯州所辖的一个村。总面积14.71平方公里，总人口1064，人口密度72.3人/平方公里（2011年1月1日）。